# 石村嘉成
石村 嘉成（いしむら よしなり、1994年 - ）は、愛媛県新居浜市出身の画家・版画家である。愛媛県立新居浜商業高等学校を卒業した。

## 来歴・人物
1歳を迎えるまで通常の発語があったが、１歳２か月のころから言葉が消えていき、2歳半で自閉症と診断された。11歳になった2005年に、元看護師の母が約半年間の闘病の末に40歳で死去した。父が経営する会社を切り盛りしながら、中学校から高校まで普通学級に通った。高校の3年間は無遅刻無欠席だった。
高校3年の時に、授業の一環として版画と油絵を始める。完成した作品「友達のワンダーランド」を文化祭で飾ると先生やクラスメイトが驚き、愛媛県のデザイン学校主催の作品展に入選して、愛媛県美術館に展示された。
動物と昆虫が得意で、題材した作品が複数の国内コンクールで受賞する。
2024年に岡山市の天満屋岡山店で創業195周年特別企画として「石村嘉成展」が開かれ、会期中の5月2日には元サッカー日本代表監督・岡田武史が訪れた。

## 出演

### 映画
- 新居浜ひかり物語 青いライオン（2024年11月15日、福武観光） - 本人 役[7]